# Samotność (film 2007)
Samotność (hiszp. La soledad) – hiszpański dramat filmowy z 2007 roku w reżyserii Jaime Rosalesa. Zdjęcia kręcono w Madrycie oraz w Cistierna i Sabero (prowincja León).

## Obsada
- Petra Martínez jako Antonia
- Sonia Almarcha jako Adela
- Nuria Mencía jako Nieves
- Miriam Correa jako Inés
- María Bazán jako Helena
- Carmen Gutiérrez jako Miriam
- José Luis Torrijo jako Pedro
- Lluís Villanueva jako Carlos